# Sânge pentru sânge (film din 1984)

Blood Simple (română Sânge pentru sânge) este un film de crimă, neo-noir, american, din 1984, în regia lui Joel și Ethan Coen (debut regizoral).

## Sinopsis
După un adulter petrecut între  John Getz (Ray) și Frances McDormand (Abby). Soțul gelos a lui Abby, Dan Hedaya (Julian Marty) proprieterul unui bar angajează un asasin  M. Emmet Walsh (Loren Visser)  care să-i ucidă soția și amantul. Planul soțului înșelat va eșua deoarece ucigașul nu-i ucide pe cei doi și prezimtă lui Marty o fotografie trucată despre omor. După ce primește recompensa îl ucide pe Marty. Urmează o serie de neînțelegeri, amantul crede că soția l-a împușcat pe Marty, găsind lângă cadavru pistolul amantei. Ca atare el caută să ascundă cadavrul fiind la urmă ucis de asasin care la rândul lui prin câteva scene sângeroase este împușcat de soția lui Marty.

## Distribuție
- John Getz în rolul lui Ray
- Frances McDormand în rolul lui Abby Marty
- Dan Hedaya în rolul lui Julian Marty
- M. Emmet Walsh în rolul lui Loren Visser
- Samm-Art Williams în rolul lui Meurice
- Deborah Neumann în rolul lui Debra
- Holly Hunter în rolul lui Helene Trend (voce)